# Sékou Sanogo
Sékou Sanogo (* 5. Mai 1989) ist ein Ivorischer Fußballspieler, der seit Januar 2024 beim FC Schaffhausen unter Vertrag steht. Die Hauptposition des Linksfüßers ist im defensiven Mittelfeld.

## Leben
Sanogo ist ein zentraler Mittelfeldspieler, der zuletzt während drei Saisons in der 1. Division (der höchsten ivorischen Fußballliga) für Africa Sports in Abidjan spielte. Sanogo gewann mit Africa Sports sowohl 2009 als auch 2010 die Coupe de Côte d’Ivoire. Der Linksfüßer, der sowohl defensiv wie auch offensiv eingesetzt werden kann, absolvierte im Oktober 2010 ein mehrtägiges Probetraining beim FC Thun und konnte die Verantwortlichen beim Testspiel-Sieg (7:0) gegen den Challenge-Ligisten Delsberg überzeugen. Noch vor dem Vertragsabschluss kam Sanogo am 8. Januar 2011 bei einem weiteren Testspiel der Berner Oberländer gegen den Bundesligisten SC Freiburg zum Einsatz.

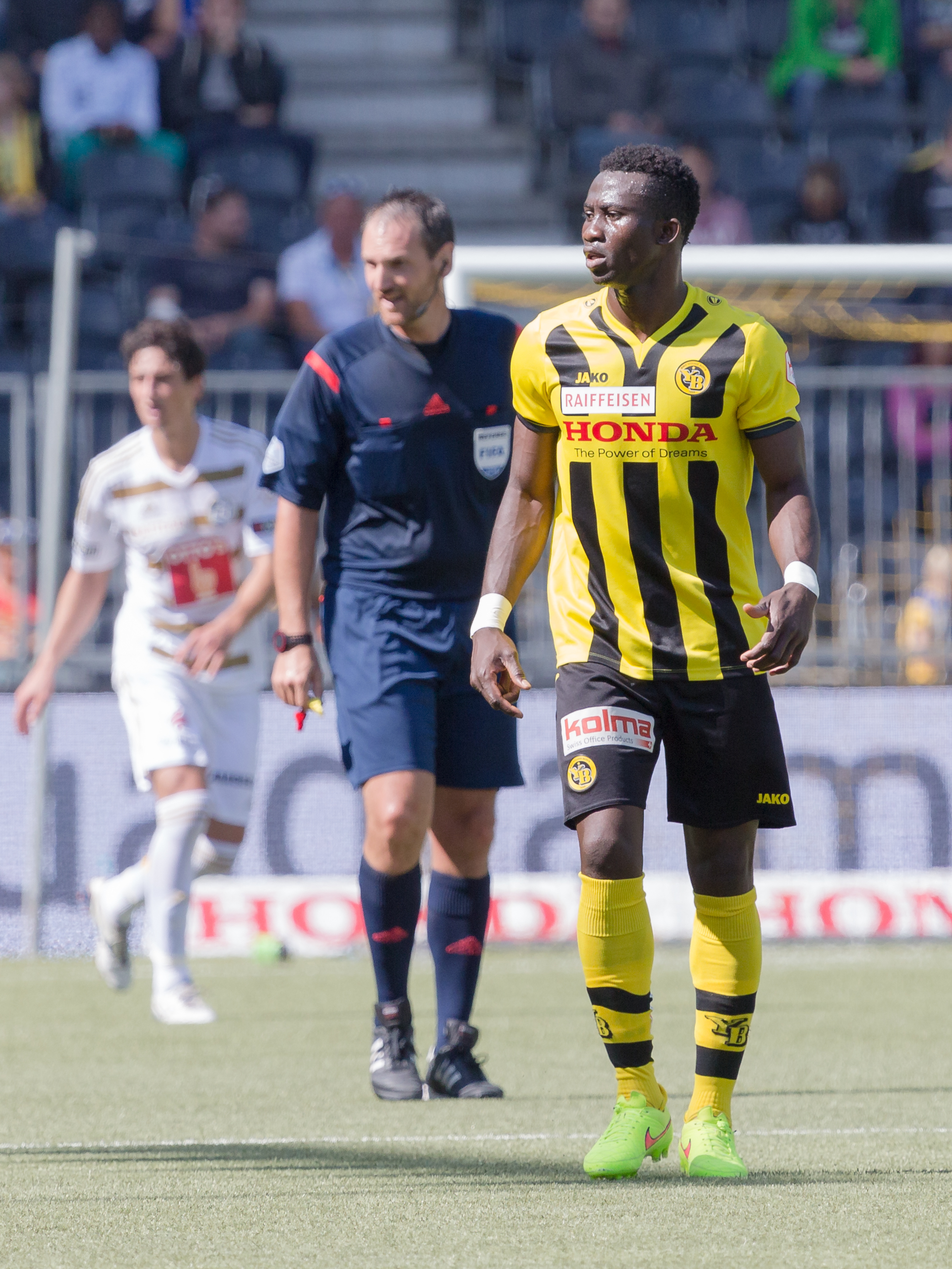
Sanogo 2014 im Dress des BSC Young Boys

Seinen ersten Ernstkampf für den FC Thun bestritt er am 6. Februar 2011, als er in der 69. Minute eingewechselt wurde. Knapp 10 Minuten später (in der 81. Minute) sah der kämpferische Ivorer aufgrund einer Tätlichkeit die rote Karte und wurde für zwei Spiele gesperrt. Am 20. Dezember 2011 wurde bekannt, dass der Spieler an den FC Lausanne-Sport ausgeliehen wird.
Sanogos Vertrag beim FC Thun lief bis am 30. Juni 2013. Am 13. Juni 2013 teilte der FC Thun mit, dass Sanogo ab der Saison 2013/2014 wieder für die 1. Mannschaft des FC Thun spielen wird. Sein Vertrag wurde bis zum Sommer 2016 verlängert. Im Sommer 2014 wechselte er zum BSC Young Boys, wo er einen Vertrag mit vierjähriger Laufzeit unterschrieb. Er kam zu vielen Einsätzen und konnte sich einen Stammplatz erkämpfen.
Am Ende des Wintertransferfensters im Januar 2016 einigten sich die Young Boys Bern und der Hamburger SV auf einen Transfer, nachdem der Spieler am selben Tag schon den Medizincheck erfolgreich überstanden hatte. Der Wechsel scheiterte daran, dass die E-Mail mit dem Vertragsentwurf 4 Minuten nach Ende des Transferfensters aus Bern in Hamburg ankam. Während der HSV erklärte, die Unterlagen seien zu spät übermittelt wurden, waren sie nach Angaben von Young Boys Bern rechtzeitig abgesendet wurden, aber die Übertragung habe unerwartet lange gedauert.
In der Saison 2017/18 gewann er mit den Young Boys die Schweizer Meisterschaft.
Mitte Dezember 2018 wechselte er mit Wirkung vom Jahreswechsel zum saudi-arabischen Verein Ittihad FC. Hier kam er im Rest der neuen Saison 2018/19 auf 11 von 15 möglichen Ligaspielen mit einem geschossenen Tor und fünf Pokalspielen. In der neuen Saison 2019/20 wurde er nicht mehr eingesetzt.
Mitte Januar 2020 wurde eine Ausleihe bis zum Ende des Jahres zum serbischen Verein Roter Stern Belgrad mit anschließender Kaufoption vereinbart.
Im Rest der Saison 2019/20 kam er nur zu einem Einsatz bei 10 möglichen Ligaspielen. Somit trug er zum Gewinn der serbischen Meisterschaft in dieser Saison durch Belgrad teil. In der nächsten Saison wurden es 23 von 38 möglichen Ligaspielen mit zwei Toren, fünf Pokalspielen und zehn Spielen im Europapokal. Dabei übte Belgrad Ende Januar 2021 seine Kaufoption aus. Mit Sanogo wurde ein Vertrag mit einer Laufzeit bis zum Ende der Saison 2022/23 geschlossen.
In der Saison 2021/22 waren es 24 von 37 möglichen Ligaspielen mit zwei geschossenen Toren, zwei Pokalspiele und 13 Spiele im Europapokal. In der Folgesaison waren es bis zur Unterbrechung des Spielbetriebes aufgrund der Weltmeisterschaft 2022 12 von 19 Ligaspielen, ein Pokalspiel und acht Spiele im Europapokal. Sowohl in der Saison 2020/21 als auch 2021/22 wurde Belgrad sowohl serbischer Meister als auch Pokalsieger.
Ende Januar 2023 wurde er bis zum Ende der Saison an den französischen Zweitligisten Paris FC ausgeliehen. Hier kam er auf 5 von 18 möglichen Ligaspielen und ein Pokalspiel.
Nach einem halben Jahr ohne Verein schloss er sich im Januar 2024 dem FC Schaffhausen an.

## Länderspiele
2017 wurde Sanogo bei zwei Qualifikationsspielen zum Afrika-Cup eingesetzt.

## Erfolge
- Schweizer Meister: 2017/18
- serbischer Meister: 2019/20, 2020/21, 2021/22
- serbischer Pokalsieger: 2020/21, 2021/22